# Goupillières (Sena Marítimo)
Goupillières é uma comuna francesa na região administrativa da Normandia, no departamento de Sena Marítimo. Estende-se por uma área de 4,13 km². Em 2010 a comuna tinha 422 habitantes (densidade: 102,2 hab./km²).